# 卡拉干達
卡拉干達是哈薩克斯坦卡拉干達州的一座城市和該州首府，距離該國首都阿斯塔納約230公里，其名稱在哈薩克語為植物錦雞兒的意思。以人口數量計算當地是哈薩克斯坦第五大城市，僅次於阿拉木圖、阿斯塔納、奇姆肯特以及阿克托比；而2020年人口則有約49萬，其中俄羅斯族與哈薩克族分別佔45%和40%。卡拉干達在1931年正式建立，並於三年後獲授予城市地位，在1990年代初期哈薩克斯坦自蘇聯獨立之後更曾經短暫成為其中一個候選遷都目的地。另一方面，卡拉干達還設有三所以城市名稱命名的大學、一座距離市區約20公里的機場以及一座歷史悠久的大型動物園。